# 巴勃罗·希门尼斯
巴勃罗·希门尼斯（西班牙語：Pablo Giménez，1981年6月29日—），巴拉圭男子足球运动员，司职前锋。他曾代表巴拉圭国奥队参加2004年夏季奥林匹克运动会足球比赛，获得一枚银牌。